# Hășdate (sông)
Hășdate (cũng có tên là Hăjdate, tiếng Hungary: Hesdát-patak) là một con sông nhỏ thuộc dãy núi Apuseni, hạt Cluj, nằm ở phía tây România. Hășdate là phụ lưu bên trái của sông Arieș. Sông Hășdate chảy qua các xã  Săvădisla, Ciurila và Petreștii de Jos, và đổ vào Arieș tại Corneşti, gần Turda. Chiều dài của sông Hășdate là 32 km (20 mi) và kích thước lưu vực của là 213 km2 (82 dặm vuông Anh).  Nó tạo thành Cheile Turzii, một hẻm núi sông hẹp.

## Phụ lưu
Các con sông sau đây là phụ lưu của sông Hășdate (từ thượng nguồn đến vùng hạ lưu): 
- Trái: Sălicea, Săliște, Micuș, Negoteasa
- Phải: Filea, Livada, Petridul